# Tjerkgaast
Tjerkgaast (Fries: Tsjerkgaast) is een dorp in de gemeente De Friese Meren, in de Nederlandse provincie Friesland. Tjerkgaast ligt ten tussen Sloten en Sint Nicolaasga. Rondom het dorp liggen het Slotermeer, het Brandemeer, en de Groote Brekken.
In 2023 telde het dorp 345 inwoners. De buurtschap Spannenburg ligt in het postcodegebied van Tjerkgaast. Door deze buurtschap loopt  het Prinses Margrietkanaal.

## Geschiedenis
Tjerkgaast is ontstaan op een glaciale stuwwal. Aan de oostkant lag Wollegaast (het huidige Spannenburg) en aan de westkant Klein(e) Gaast. Vanaf de 15e eeuw werd de plaats vermeld als Tzerckgeest, Tzerckgheest, Tzergaest en in 1718 als Tjerkgaast.
De Kerk van Tjerkgaast was oorspronkelijk aan Sint-Augustinus gewijd en stamt uit 1703. De kerk vervangt een oudere kerk die in ieder geval van voor de reformatie stamt. Rond de kerk ontstond enige bebouwing in de 19e en 20e eeuw. Klein Gaast bleef een agrarische buurtschap, die in de tweede helft van de twintigste eeuw als benaming verdween. De benaming Wollegaast werd samen met Spannenburg in de eerste deel van twintigste eeuw nog naast elkaar gebruikt maar uiteindelijk verdween de naam Wollegaast.
De plaatsnaam verwijst naar de kerk en de stuwwal (geest).
Tot de gemeentelijke herindeling op 1 januari 1984, behoorde Tjerkgaast tot de gemeente Doniawerstal. Tot 1 januari 2014 behoorde het tot de gemeente Skarsterlân.

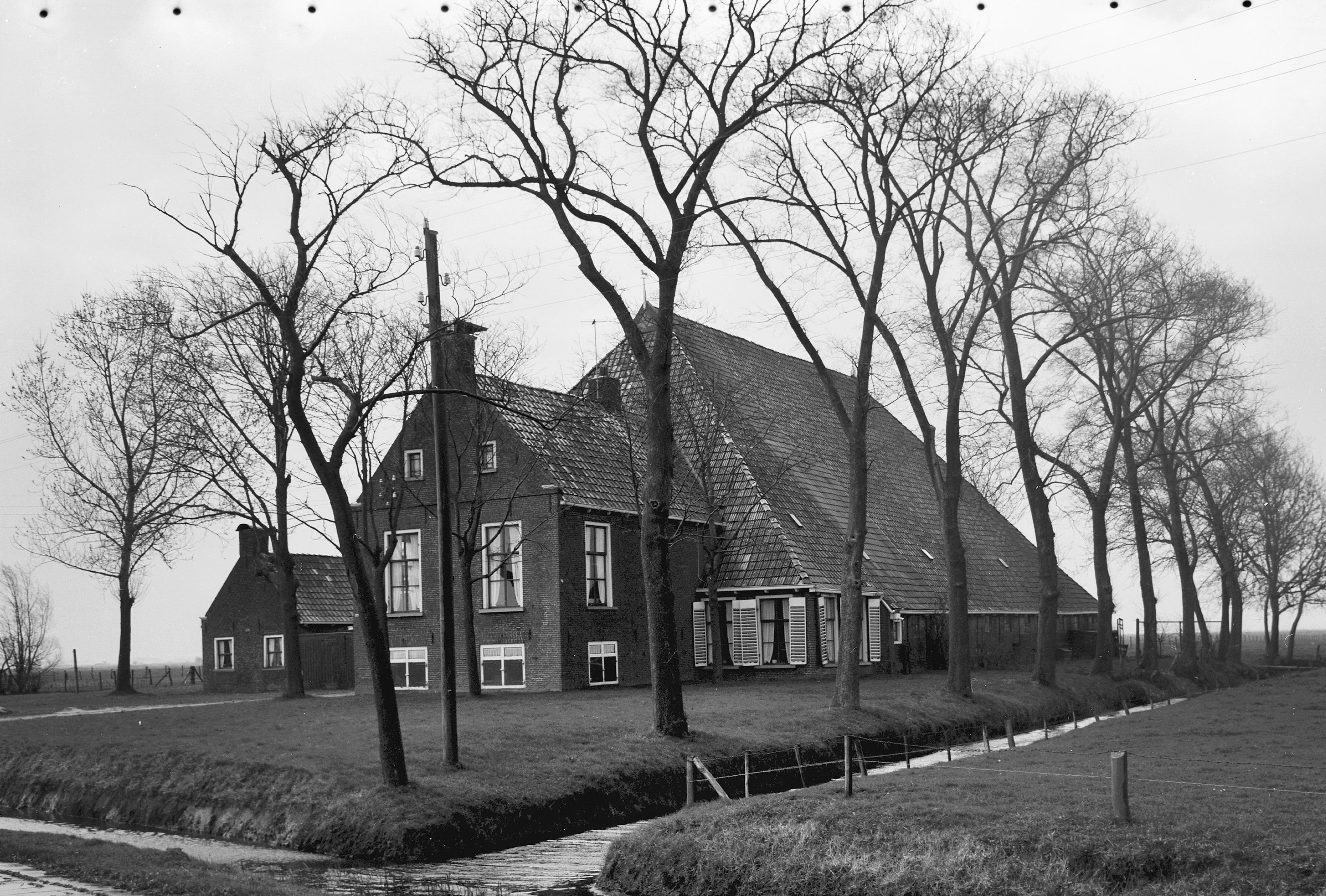
Galama State (rijksmonument)
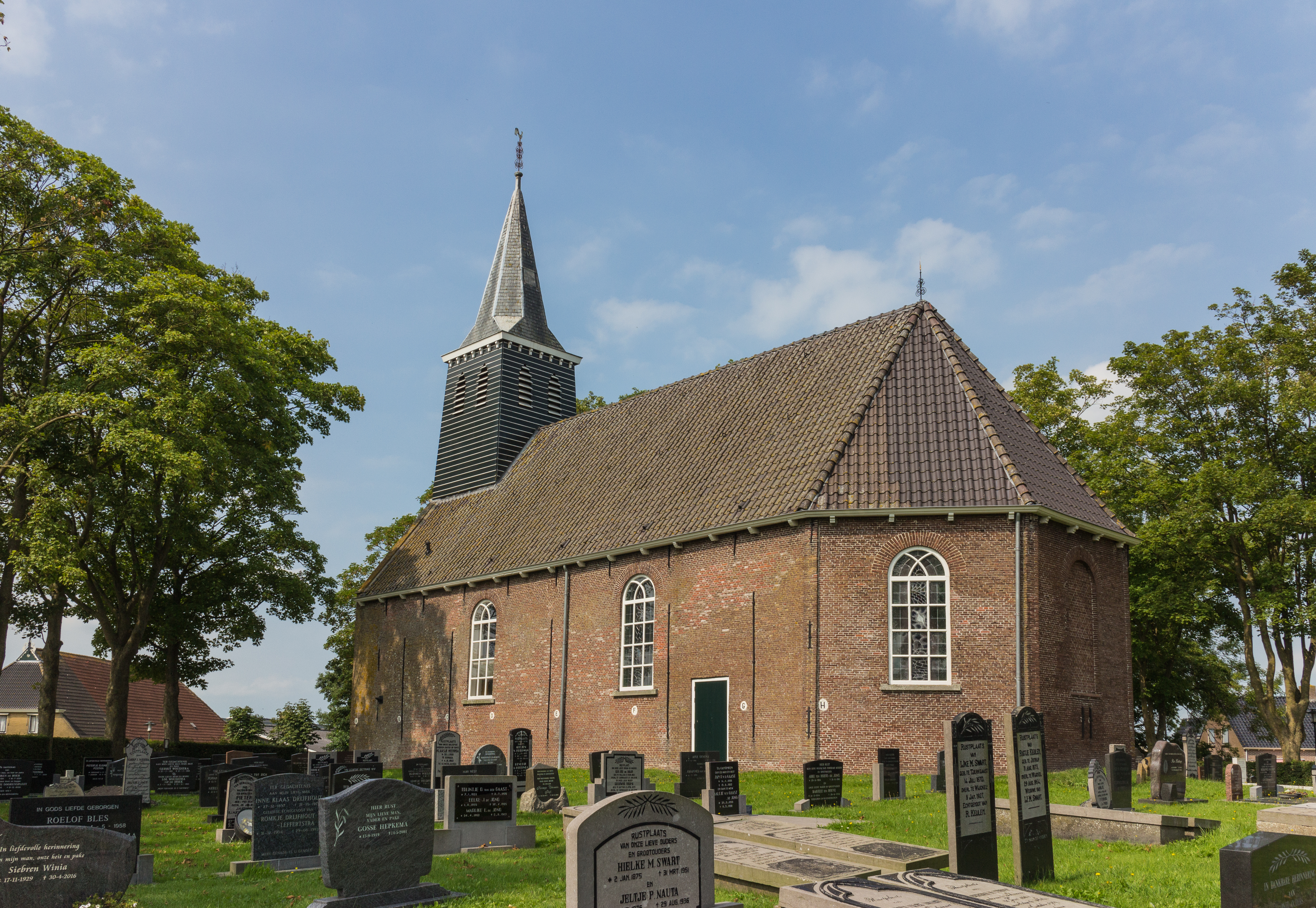
Kerk van Tjerkgaast (rijksmonument)

## Bekende (ex-)bewoners

### Geboren in Tjerkgaast
- Rintsje Piter Sybesma (1894-1975), nationaalsocialistische schrijver
- André Zonderland (1976), voormalige kortebaanschaatser

### Overleden in Tjerkgaast
- Jacobus Sibrandi Mancadan (1602-1680), schilder en burgemeester

## Openbaar vervoer
- Lijn 41: Heerenveen - Joure - Scharsterbrug - Sint Nicolaasga - Spannenburg - Tjerkgaast - Sloten - Wijckel - Balk - Sondel - Lemmer
- Lijn 42: Sneek - IJlst - Heeg - Hommerts -Tjerkgaast - Spannenburg - Follega - Lemmer